# Copa Mundial de Fútbol Playa 1996
La Copa Mundial de Fútbol Playa 1996 fue la segunda edición de este torneo invitacional de nivel de selecciones nacionales realizado en Copacabana, Brasil, el cual contó con la participación de 8 selecciones de Europa y América.
Brasil venció en la final a Uruguay para defender el título obtenido en la edición anterior.

## Participantes
| - Italia - Rusia - Dinamarca - Uruguay | - Argentina - Estados Unidos - Canadá - Brasil |

## Fase de grupos

### Grupo A
| Nación    | Pts | J | G | E | P | GF | GC | GD  |
| --------- | --- | - | - | - | - | -- | -- | --- |
| Brasil    | 9   | 3 | 3 | 0 | 0 | 24 | 5  | 19  |
| Uruguay   | 3   | 3 | 1 | 0 | 2 | 12 | 13 | -1  |
| Dinamarca | 3   | 3 | 1 | 0 | 2 | 10 | 16 | -6  |
| Canadá    | 3   | 3 | 1 | 0 | 2 | 12 | 24 | -12 |

| Equipo 1  | Resultado | Equipo 2  |
| --------- | --------- | --------- |
| Uruguay   | 6-5       | Canadá    |
| Brasil    | 7-1       | Dinamarca |
| Dinamarca | 3-5       | Uruguay   |
| Canadá    | 2-13      | Brasil    |
| Dinamarca | 6-4       | Canadá    |
| Brasil    | 4-2       | Uruguay   |

### Grupo B
| Nación         | Pts | J | G | E | P | GF | GC | GD |
| -------------- | --- | - | - | - | - | -- | -- | -- |
| Estados Unidos | 9   | 3 | 3 | 0 | 0 | 14 | 9  | 5  |
| Italia         | 6   | 3 | 2 | 0 | 1 | 14 | 9  | 5  |
| Rusia          | 3   | 3 | 1 | 0 | 2 | 7  | 10 | -3 |
| Argentina      | 0   | 3 | 0 | 0 | 3 | 5  | 12 | -7 |

| Equipo 1       | Resultado | Equipo 2       |
| -------------- | --------- | -------------- |
| Estados Unidos | 4-2       | Argentina      |
| Italia         | 5-1       | Rusia          |
| Rusia          | 3-1       | Argentina      |
| Italia         | 4-6       | Estados Unidos |
| Argentina      | 2-5       | Italia         |
| Rusia          | 3-4       | Estados Unidos |

## Fase final

### Semifinales
| Equipo 1 | Resultado | Equipo 2       |
| -------- | --------- | -------------- |
| Uruguay  | 7-0       | Estados Unidos |
| Brasil   | 12-4      | Italia         |

### Tercer lugar
| Equipo 1       | Resultado | Equipo 2 |
| -------------- | --------- | -------- |
| Estados Unidos | 3-4       | Italia   |

### Final
| Equipo 1 | Resultado | Equipo 2 |
| -------- | --------- | -------- |
| Uruguay  | 0-3       | Brasil   |

## Campeón
| Copa Mundial de Fútbol Playa 1996 |
| --------------------------------- |
| Bandera de Brasil                 |
| Brasil 2º Título                  |

## Posiciones finales
| Pos. | Equipo         |
| ---- | -------------- |
| 1    | Brasil         |
| 2    | Uruguay        |
| 3    | Italia         |
| 4    | Estados Unidos |
| 5    | Rusia          |
| 6    | Dinamarca      |
| 7    | Canadá         |
| 8    | Argentina      |

## Logros

### Goleador
| Pos. | Nombre    | Goles |
| ---- | --------- | ----- |
| 1    | Altobelli | 14    |

### Mejor Jugador
| Nombre |
| ------ |
| Edinho |

### Mejor Portero
| Nombre       |
| ------------ |
| Paulo Sérgio |